# Scorrano
Scorrano är en ort och kommun i provinsen Lecce i regionen Apulien i Italien. Kommunen hade 6 974 invånare (2017).